# TNFSF9
TNFSF9 (англ. TNF superfamily member 9) – білок, який кодується однойменним геном, розташованим у людей на короткому плечі 19-ї хромосоми. Довжина поліпептидного ланцюга білка становить 254 амінокислот, а молекулярна маса — 26 625.
| 10         |  | 20         |  | 30         |  | 40         |  | 50         |
| ---------- |  | ---------- |  | ---------- |  | ---------- |  | ---------- |
| MEYASDASLD |  | PEAPWPPAPR |  | ARACRVLPWA |  | LVAGLLLLLL |  | LAAACAVFLA |
| CPWAVSGARA |  | SPGSAASPRL |  | REGPELSPDD |  | PAGLLDLRQG |  | MFAQLVAQNV |
| LLIDGPLSWY |  | SDPGLAGVSL |  | TGGLSYKEDT |  | KELVVAKAGV |  | YYVFFQLELR |
| RVVAGEGSGS |  | VSLALHLQPL |  | RSAAGAAALA |  | LTVDLPPASS |  | EARNSAFGFQ |
| GRLLHLSAGQ |  | RLGVHLHTEA |  | RARHAWQLTQ |  | GATVLGLFRV |  | TPEIPAGLPS |
| PRSE       |  |            |  |            |  |            |  |            |

A: Аланін

C: Цистеїн

D: Аспарагінова кислота

E: Глутамінова кислота

F: Фенілаланін

G: Гліцин

H: Гістидин

I: Ізолейцин

K: Лізин

L: Лейцин

M: Метіонін

N: Аспарагін

P: Пролін

Q: Глутамін

R: Аргінін

S: Серин

T: Треонін

V: Валін

W: Триптофан

Кодований геном білок за функцією належить до цитокінів. 
Локалізований у мембрані.